# Leila Lopes (nữ diễn viên)
Leila Lopes (19 tháng 11 năm 1959 – 3 tháng 12 năm 2009)  là một nữ diễn viên, người mẫu, nhà báo, ngôi sao khiêu dâm và người dẫn chương trình của truyền hình người Brasil. Cô nổi tiếng với sự xuất hiện trong vở opera xà phòng trên kênh Rede Globo và trong ngành công nghiệp phim khiêu dâm.

## Tuổi thơ
Leila Gomes Lopes sinh ra ở São Leopoldo, Rio Grande do Sul, Brasil, cô là con gái của Reúcio Lopes, một giáo viên từ Esteio và Natália Gomes Lopes. Cô sống ở Esteio cùng cha mẹ cho đến khi cô trở nên nổi tiếng vào năm 1990 khi trở thành nhà báo cho kênh truyền hình Rede Globo.
Cô xuất hiện hai lần trên tạp chí Playboy, lần đầu tiên vào tháng 3 năm 1997 và tháng 5 năm 2008 sau khi sản xuất bộ phim khiêu dâm Brasileirinhas. Công việc cuối cùng của cô là người dẫn chương trình truyền hình, Entre 4 Paredes com Leila Lopes. Cô cũng xuất hiện trên JustTV, Calcinha Justa và Sexprivé.

## Tử vong
Nữ diễn viên được xác nhận là đã tử vong tại nhà riêng vào đầu ngày 3 tháng 12 năm 2009. Sau đó, người ta đã xác nhận rằng cô đã tự tử bằng cách uống thuốc diệt chuột.

## Sự nghiệp

### Vở kịch
- 1990 – Pantanal trong vai Lúcia
- 1991 – O Guarani trong vai Severina
- 1992 – Despedida de Solteiro trong vai Carol
- 1993 – Renascer là Sư phụ Lu
- 1994 – Tropicaliente với tên Olívia María
- 1996 – O Rei làm Gado trong vai Suzane
- 1997 – Malhação trong vai Rosa
- 1998 – Caça Talentos trong vai Rosinha
- 1999 – Chiquititas trong vai Mãe de Vivi
- 2000 – Marcas da Paixão trong vai Creuza

### Phim khiêu dâm
- 2008 – Pecados và Lềuações trong vai Marlene
- 2009 – Pecado sem Perdão trong vai Marlene
- 2009 – Chung kết Pecado trong vai Marlene
- 2009 – Một Última Enterrada

### Kịch
- 1994 – Quero Voltar Pra Casa
- 1995 – Entre Amigas
- 1995 – Frankestein
- 1996 – Socorro, Mamãe foi Embora
- 1997 – Một Beata Maria do Egito
- 1998 – Paixão de Cristo
- 1998 – Pedro Mico
- 1999 – Terapia Tình dục
- 2002 – Em Nome làm Filho
- 2002 – Diva
- 2003 – Despedida Muito Louca
- 2004 – Nunca Se Sábado
- 2005 – Em nome do Pai